# Маска

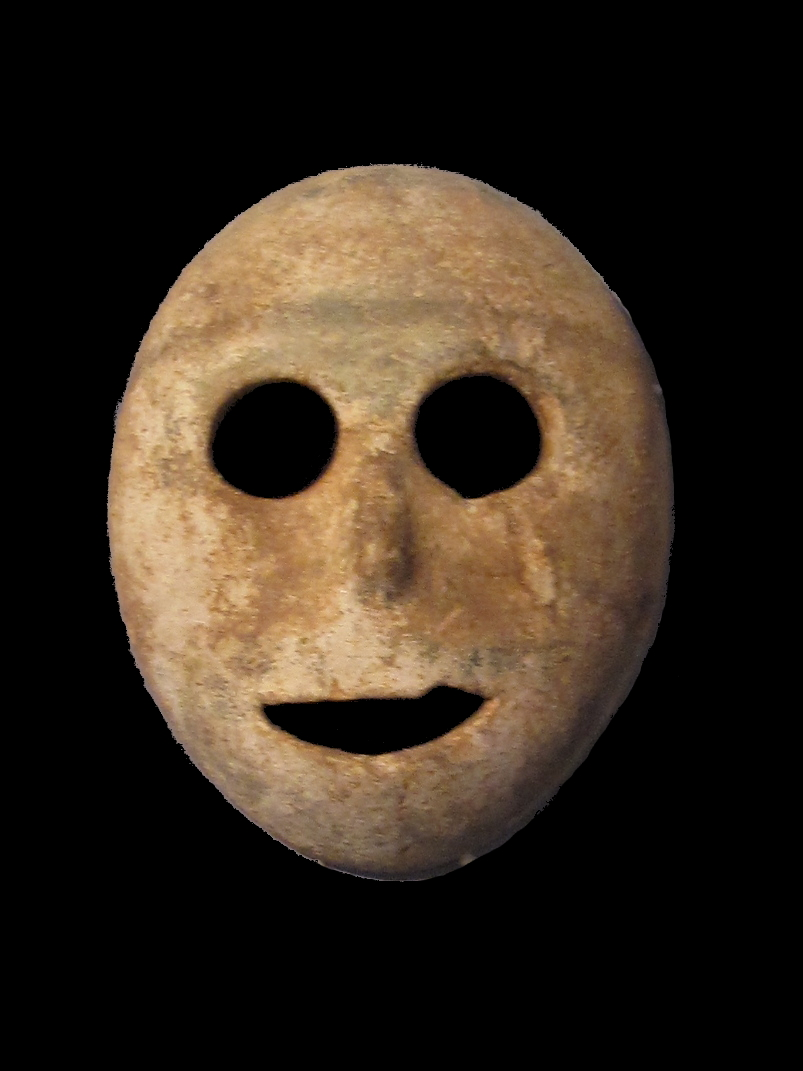
Каменная маска периода докерамического неолита, датируемая 7000 годом до нашей эры. Собрание Музей Библии и Святой Земли Парижского католического института

Ма́ска (личина) — предмет (изделие), накладка на лицо, который надевается или для сокрытия личности, или для защиты лица.
Маска своей формой обычно повторяет человеческое лицо и имеет прорези для глаз, рта и носа. Маски использовались в церемониальных, театральных, эстетических и практических целях. В древности маски использовались жрецами / шаманами во время ритуалов и общиной как защита и оборона от злых духов. Они могут изготавливаться из разнообразных материалов: глины, меха, дерева, металла, гипса, ткани, кожи, перьев, папье-маше и многих других. На Руси ранее также называлась личина, накладная рожа, ха́ря и использовалась скоморохами.

## Происхождение слова
Слово «маска» происходит через фр. masque от итал. maschera или исп. máscara. Возможными предками являются латинские (не классические) mascus, mascaо, обозначающие «призрак», и араб. maskharah‎ («шут», «человек на маскараде»).

## Декоративные маски
Декоративные маски в основном предназначены для украшения помещения. В качестве настенных украшений чаще всего выступают изображения божественных сущностей африканского либо восточного пантеона. Также это могут быть изображения животных либо, реже, небесных светил. Если на Западе такое украшение выполняет сугубо эстетическую функцию, то на Востоке и в ряде африканских стран декоративные маски служат тотемическими символами, отгоняющими злых духов.
По размеру декоративные маски различаются. Иногда встречаются изделия в 1 метр в высоту. Могут создаваться из дерева, бронзы, гипса, керамики, или папье-маше.

### Маски как феномен культуры
В современных исследованиях маска рассматривается не только как функциональный элемент, но и как феномен культуры. Её оценивают не только в качестве элемента культуры карнавала, но и как явление, которое связано с проблемой идентичности и артикуляции. Распространение различных типов масок, которые акцентируют или, напротив, нивелируют черты лица, соотносят с преобразованием концепцией личности и индивида. Развитие маски современного типа отчасти связывают с утверждением концепции бесформенного и нарушением принципов языковой артикуляции в современной культуре. Исследователи обращают внимание, что оставаясь частью карнавальной культуры, современная маска обозначает программу «новой нормы». Современные маски, нивелирующие черты лица, соотносят с изменением смысловой программы культуры.

### Маски в искусстве

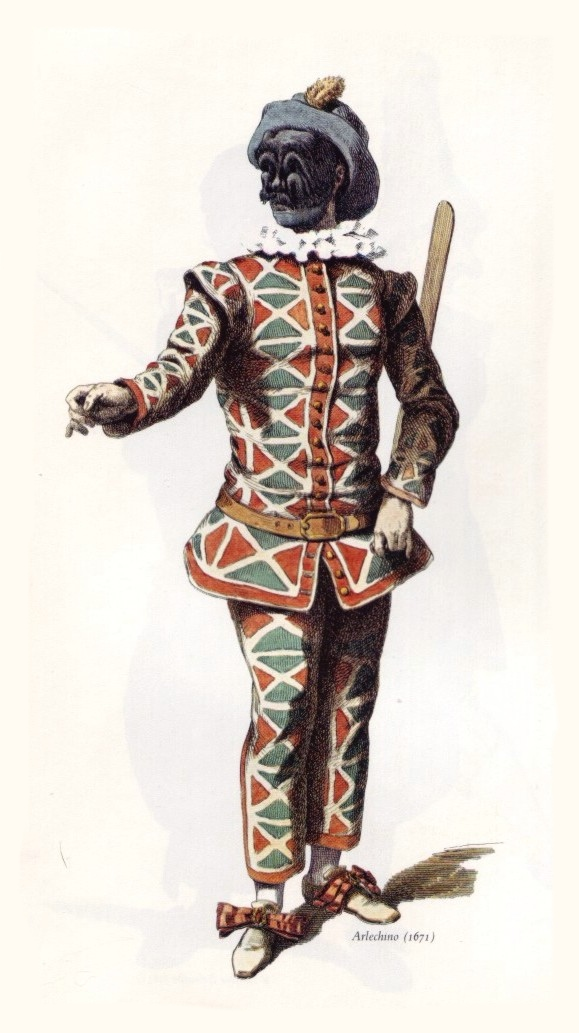
Арлекин

С древних времен во всем мире маски играют важную роль в театральной традиции. Особенно важное значение они приобрели в восточных культурах. Их использование в театре сохранилось до сегодняшнего дня, хотя они и перетерпели изменения формы и выразительных средств.
В Европе использование масок в искусстве впервые было широко представлено у древних греков и римлян. Общеизвестный символ театрального искусства — смеющаяся и плачущая маски — берет начало в древнегреческом театре.
Греческие маски зачастую имели широко открытый рот и играли роль рупора. Их изготовляли из бронзы, и такие маски помогали голосу исполнителя достигнуть дальних концов амфитеатра.
В Средневековье ношение масок во время выступления было связано с мистическими соображениями. Боги изображались актёрами в серебряной или золотой маске.
Расцвет масок пришёлся на эпоху Возрождения. Большое количество балов и маскарадов, карнавалов и других представлений, происходящих на улице или в дворцовой обстановке, создавало спрос и способствовало процветанию масочного ремесла. Популярности маскам добавил и балет, в котором персонажи часто представали в масках.
Масочные герои комедии дель арте считаются предшественниками современных клоунов. Знаменитый персонаж уличного театра — Арлекин, широко известен и в настоящее время.
В настоящее время маски широко используются в цирковых представлениях и кукольных театрах. Также маски используются в сценических образах участников некоторых групп, таких, как Slipknot, Mushroomhead и Hollywood Undead.

#### Театральные маски

Общепринятый символ театрального искусства

Маски широко используются в различных формах театра, например:
- японский театр но;
- широко известная комедия масок;
- индонезийский Ваянг;
- китайская Чао-опера;
- ритуальный военный танец чхау в Индии;
- Мачо Ратон — жанр сатирической драмы в Никарагуа.
- Корейский театр

#### Карнавальные маски

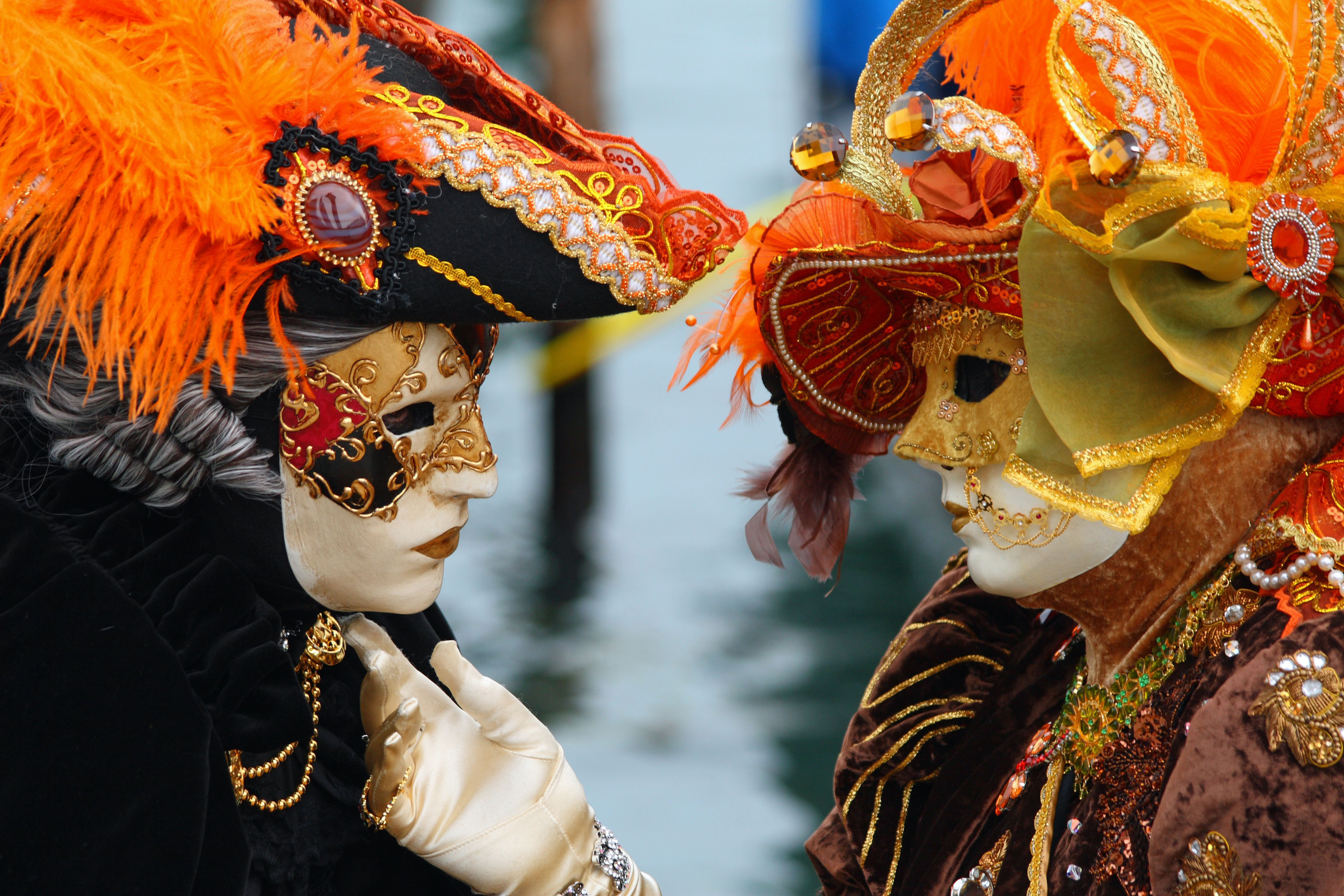
Карнавальные маски. Венеция

Во всем мире маски находят широкое применение в различных фестивалях и карнавалах. Тысячелетний венецианский карнавал ведёт свою историю с древнеримских сатурналий, во время которых рабам было позволено сидеть за одним столом с хозяевами и во время которых люди носили маски, чтобы избежать дискомфорта при общении.
Карнавальные маски могут полностью закрывать лицо, либо частично. Если дорогие венецианские маски делаются из гипса, то более доступные карнавальные маски могут создаваться из пластика или папье-маше.

## Ритуальные маски
Основная статья: Ритуальная маска

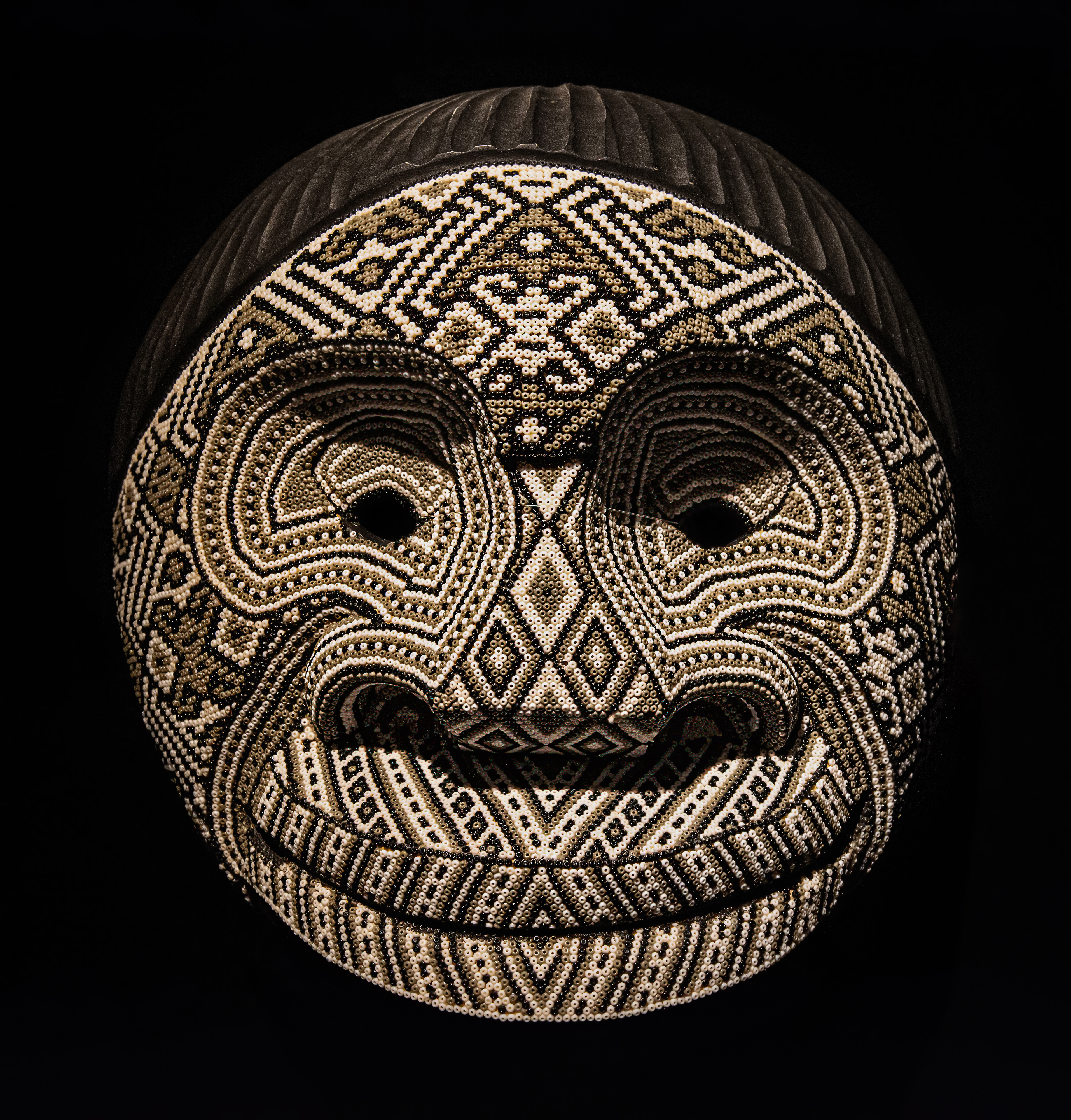
Ритуальная маска

Ритуальные маски надевались участниками различных обрядов (культовых и магических танцев и других). Они широко известны с древнейших времён у многих племён и народов мира
(в Африке, Северной и Южной Америке, Азии, Океании). Изготовлялись из древесной коры, дерева, травы, кожи, материи, кости и других материалов и изображали человеческие лица, головы животных, птиц или какие-либо фантастических или мифологических существ. Особый вид таких масок — наголовники.
Применение ритуальных масок связано с культами предков, духов, животных, тотемистическими представлениями и прочим. Надевший маску как бы преображался в то существо, которое она изображала. Нередко (например, у народов Меланезии, Африки, Америки) ритуальные маски были принадлежностью тайных союзов и использовались при посвящении юношей, военных набегах, отправлении правосудия и др. У ряда народов Сибири (шорцев, бурятов, ненцев) в прошлом суконные и берестяные маски надевались во время некоторых видов шаманских молений, а у хантов и манси — при празднествах в честь убитого медведя (см. Медвежий праздник).
Самая древняя обрядовая маска, обнаруженная в Новгородской земле (затопленное Рыбинским водохранилищем поселение Луковец в Вологодской области), сделана из бересты и датируется концом X века — началом XI века.

## Посмертная и погребальная маски

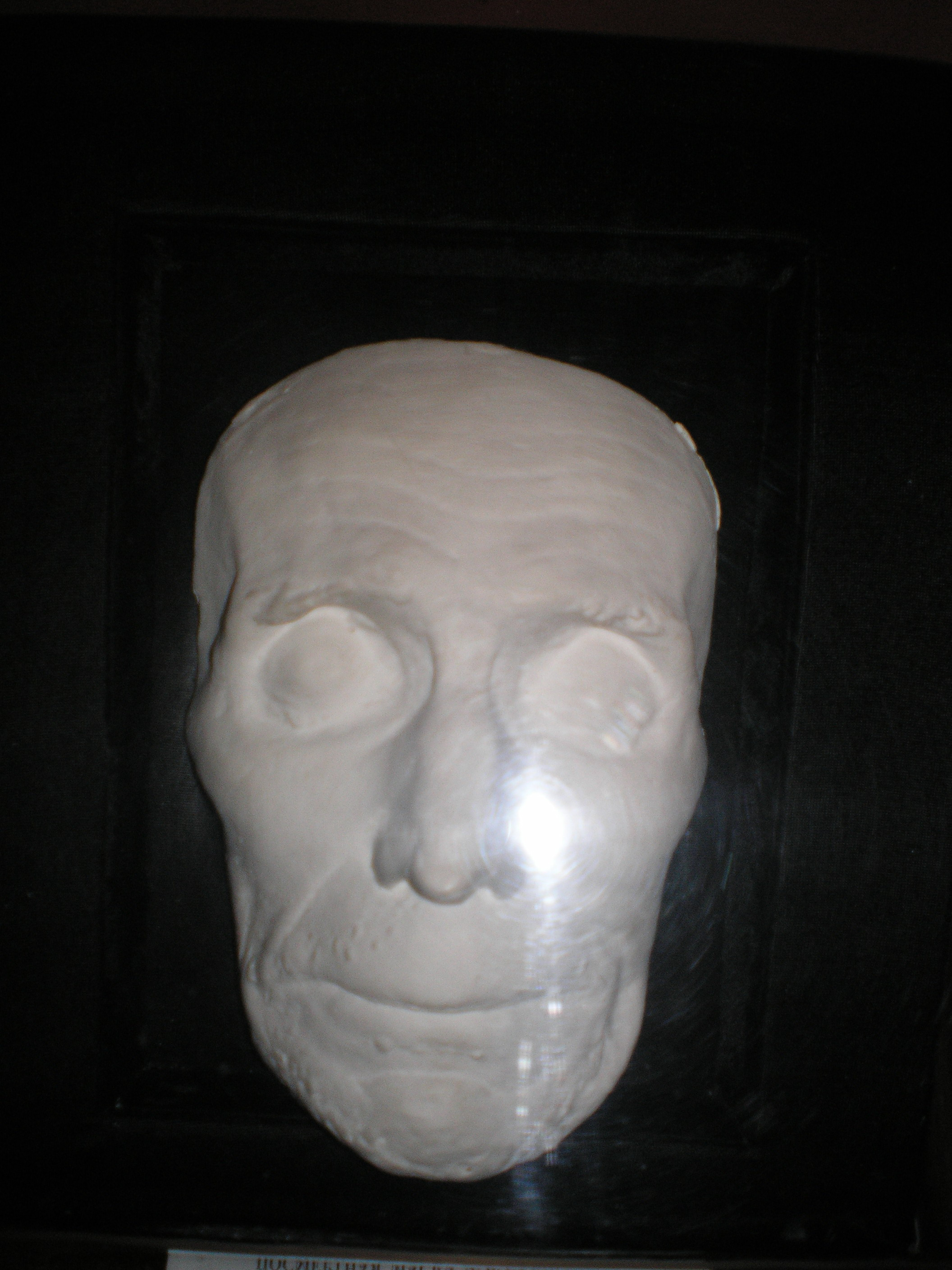
Посмертная маска полководца А. В. Суворова.

Посмертная маска — восковый или гипсовый слепок, снятый с лица умершего человека сразу после его смерти.
Погребальная маска — изделие декоративно-прикладного искусства, часто из драгоценных металлов, которую кладут на лицо покойника перед погребением в некоторых культурах.
Есть предположение что погребальные маски сформировались из ритуальных масок жрецов / шаманов, которые были похоронены при своих инструментах и костюмах (бубен, наголовник, жезлы, казан для приготовления лекарств, одеяние, ожерелье).
Часто цари и главы сообщества также исполняли роль главного жреца / жрицы (см жрецы древнего египта, жрецы вавилона и шумера).

## Функциональные маски

### Медицинские
Распространённым способом защиты от инфекций, передающихся воздушно-капельным путём, являются медицинские маски. В общем виде они представляют собой повязку на лицо, закрывающую нос и рот человека, и изготовляются из материала, пропускающего воздух, но задерживающего капельки мокроты при выдохе (марля, вата, нетканые материалы).
Медицинские маски используют при общении с ослабленными больными, также их используют в сезоны массового распространения ОРВИ для защиты окружающих от заболевания.

### Защитные
Защитные маски исполняют следующие функции:
- Обеспечивают подвод воздуха или иной кислородосодержащей смеси для дыхания.
- Защищают лицо от летящих объектов или опасной окружающей среды с сохранением возможности визуального наблюдения.

Многие маски выполняют обе функции. Сюда входят:
- Респираторы.
- Противогазы.
- Маски для подводного плавания.
- Дыхательные маски для высотных пилотов.
- Анестезирующие маски.
- Маски для выполнения сердечно-лёгочной реанимации.
- Спортивные маски для различных видов спорта: маски для хоккейных голкиперов, игроков в американский футбол.
- Лыжные маски.
- Пейнтбольные маски.
- Личина — часть шлема в виде металлической маски. Полностью закрывает лицо, защищая его от не очень сильных ударов, к тому же оказывает психологическое воздействие на противников. Недостатки личин — ограничение обзора и затруднение дыхания.
- Хоккейные маски и др.

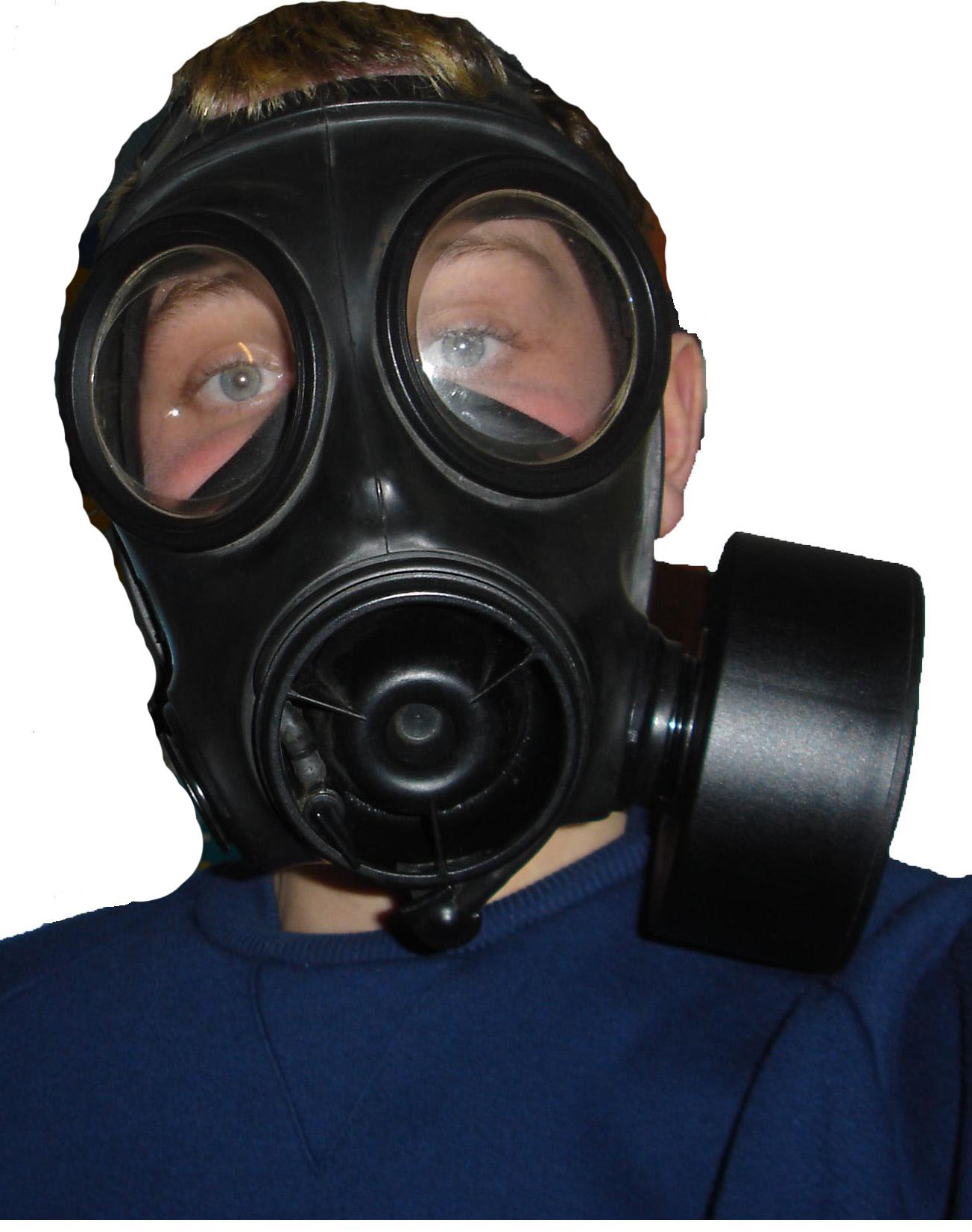
Респиратор
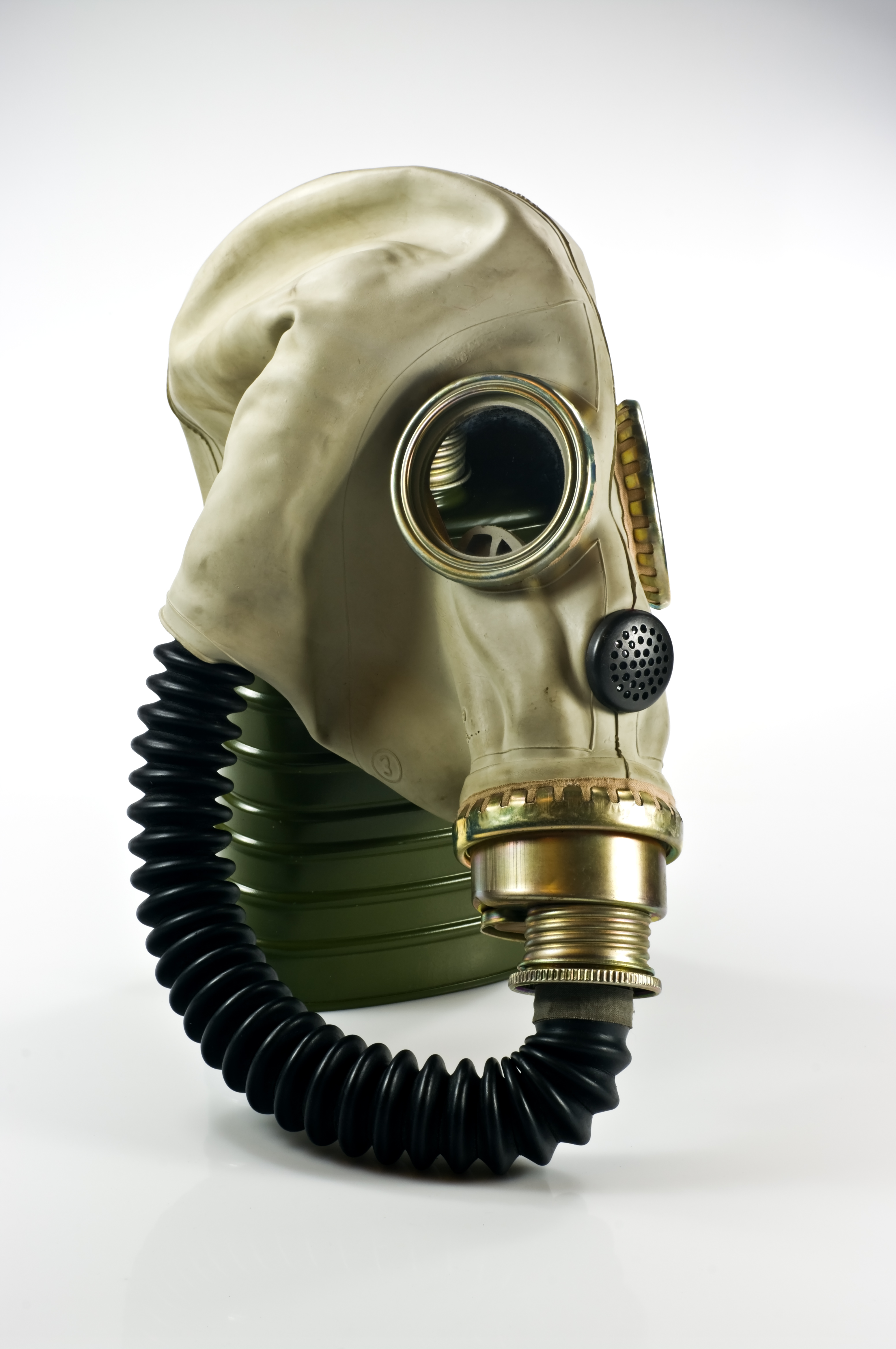
Противогаз
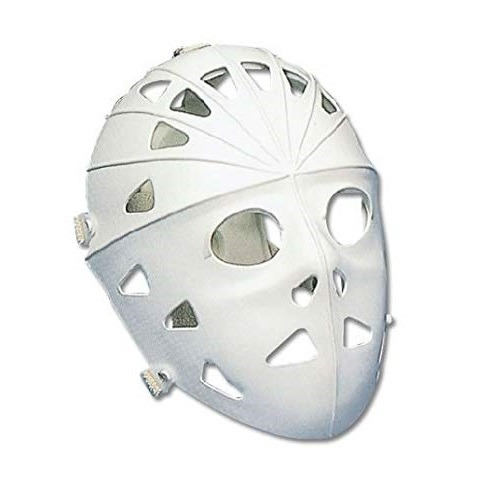
Хоккейная маска
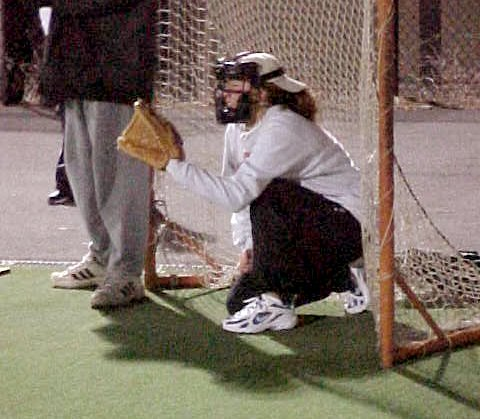
В софтболе кэтчером носится защитная маска.

Среди масок, осуществляющих подачу дыхательной смеси, существуют как полнолицевые маски, защищающие органы дыхания и зрения, так и полумаски, защищающие только органы дыхания, поэтому для защиты глаз надо дополнительно надевать защитные очки.

## Другое применение

### Для предотвращения опознания

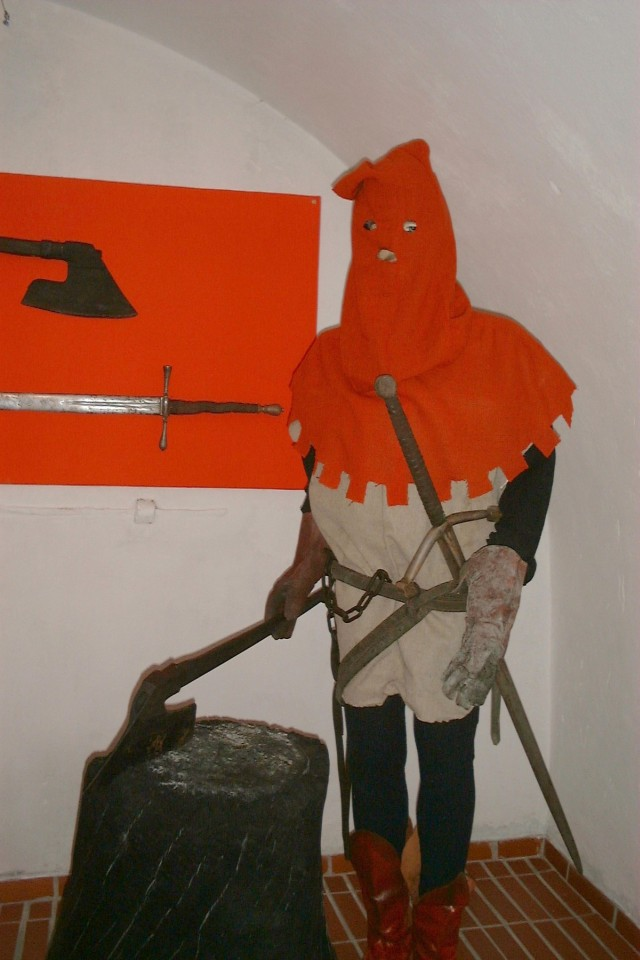
Кукла палача в маске.

- Преступники часто используют маски для препятствования опознаванию при совершении преступлений. Во многих юрисдикциях ношение маски при совершении преступления является отягчающим обстоятельством; также преступлением считается ношение маски на общественных собраниях и демонстрациях. Например, в штате Виргиния, США, ответственность за ношение маски наступает с 16 лет[17]. При этом в некоторых штатах США ношение маски является незаконным только при желании совершить противозаконное действие[18].
- Иногда свидетель обвинения может давать показания в суде, скрываясь под маской, дабы избежать опознания сторонниками (участниками преступной группировки) обвиняемого.
- Участники протестов в гетто обычно носят маски, банданы, чтобы попытаться защититься от опознания агентами силовых структур «в штатском».
- Бойцы спецподразделений также используют маски с целью пресечения возможной мести со стороны противника.

### Карательные
- «Позорная» маска (нем. Schandmaske) изобретена для общественного оскорбления; популярная «облегчённая» форма — ослиные уши для плохого (немого) ученика или студента.
- Особо неудобные маски, типа железной маски, пригодны в качестве приспособлений для пыток или телесных наказаний.
- В австралийских тюрьмах в конце XIX века маски использовались для пресечения разговоров и отчуждения. Они были сделаны из белой ткани и покрывали лицо, оставляя открытыми лишь глаза.
- Фландрская маска не позволяла бразильским рабам есть и пить без позволения владельца.

## Появления в массовой культуре
- Фильмы: «Маска» 1994 года с Джимом Керри в главной роли; «Маска Зорро», в котором главный герой носит чёрную маску в виде тряпичной повязки.
- Ещё одним ярким примером персонажей в масках (в том числе персонажей фильмов) можно назвать супергероев Бэтмена и Человека-паука.
- Фантомас творил свои злодеяния в масках.
- В манге JoJo's Bizarre Adventure некоторые злодеи использовали каменные маски, которые превращали людей в вампиров.
- В комиксе и фильме Хранители, один из центральных персонажей по имени Роршах носит маску с уникальным свойством, которое меняет узор маски под воздействием температуры и давления. Персонаж считает эту маску своим истинным лицом.

### В играх
- Маска используется в игре Dishonored лордом-защитником императрицы Корво, который скрывает своё лицо, дабы его не узнали убийцы императрицы. В этой же игре присутствуют маски Смотрителей, с которыми, по ходу сюжета, Корво предстоит встретиться.
- Шармат Дагот Ур из игры The Elder Scrolls III: Morrowind также носит золотую маску. Также, в некоторых играх серии The Elder Scrolls присутствует артефакт — Маска Клавикуса Вайла.

В The Elder Scrolls V: Skyrim драконьи жрецы носят именные маски из уникального материала.
- Персонажи игры Payday: The Heist носят маски клоунов (можно заменить на другие).
- В серии игр Dark Souls также присутствует немало персонажей, носящих маски. Из них можно отметить таких, как: некромант Вихрь (носитель масок Ребёнка, Отца и Матери), Сиаран Клинок Повелителя (носительница Фарфоровой Маски), Лукатиэль из Мирры (снимает в процессе игры), Гвиндолин Темное Солнце, Олдрик Пожиратель Богов и Хранительница Огня (из Dark Souls III).